# Cory Remekun
Cory Remekun (* 15. Juli 1991 in Dallas, Texas) ist ein US-amerikanischer Basketballspieler.
Nach seiner Zeit an der St. Louis University wechselte Cory Remekun nach Deutschland und unterschrieb bei den Dragons Rhöndorf seinen ersten Vertrag als Profi. In der drittklassigen ProB wurde er auf Anhieb einer der dominantesten Spieler der Liga und war mit 2,6 Blocks pro Spiel der beste Shotblocker der Liga. Zusätzlich brachte er es auf 13,4 Punkte und 8,1 Rebounds pro Partie. Das Basketballportal eurobasket.com zeichnete Remekun zum Defensive Player of the Year aus. Sportlich gelang Remekun mit den Dragons der Einzug in die Playoffs, in denen die Mannschaft jedoch in der ersten Runde gegen die Schwelmer Baskets ausschied. 
Zur Saison 2014/2015 wechselte Remekun zunächst nach Griechenland und lief für den Erstligisten aus Kifisia auf. Jedoch konnte sich Remekun nicht wie erhofft durchsetzen und wurde nur in zehn Meisterschaftsspielen eingesetzt auf, in denen er durchschnittlich zwei Punkte und 1,3 Rebounds pro Spiel erzielte. Anfang des Jahres 2015 löste Remekun seinen Vertrag in Griechenland auf und wechselte nach Bosnien und Herzegowina. Bei Erstligist HKK Široki Brijeg erhielt er einen Vertrag bis Saisonende.
Zur Spielzeit 2015/2016 wechselte Remekun schließlich nach Slowenien und schloss sich dem vormaligen Vizemeister aus Rogaška Slatina an. Dieser konnte jedoch an den größten Vereinserfolg des Vorjahres nicht anknüpfen und schied in der ersten Runde der Play-offs gegen den späteren Titelgewinner Helios Suns aus Domžale aus. Nachdem deren Topscorer Hugh Robertson umgekehrt ins Rheinland zum deutschen Zweitligisten RheinStars Köln wechselte, wurde Remekun vom slowenischen Meister Helios Suns Domžale verpflichtet, mit dem er voraussichtlich auch in der ABA-Liga spielen wird. 

## Auszeichnungen
- Spieler des Monats Februar in der ProB 2013/14
- Defensive Player of the Year 2014 (www.eurobasket.com)